# The Manila Times
The Manila Times ist die älteste englischsprachige Zeitung auf den Philippinen. Sie erscheint täglich und wird von The Manila Times Publishing Corp. herausgegeben mit Hauptsitz an der 371 A. Bonifacio Drive, Port Area, Manila. Sie wurde am 11. Oktober 1898, kurz nach dem Abschluss des Vertrages von Paris, gegründet.
Herausgeber und Chefredakteur ist Fred de la Rosa.